# Katsuhito Nishikawa
Pour les articles homonymes, voir Nishikawa (homonymie).
Katsuhito Nishikawa (西川 勝人, Nishikawa Katsuhito), né à Tokyo en 1949 est un plasticien japonais. Il a étudié  à l'Université de Keio (Japon), à l'Université de Tokyo (Tokyo), puis à l'École des Beaux-Arts de Munich (Allemagne) et à l'Académie des Beaux-Arts de Düsseldorf (Allemagne). Il a enseigné pendant de longues années à l'Académie des Beaux-Arts de Hambourg (Allemagne) et à l'École Supérieure d'Art et de Design de Reims (France). Il vit actuellement à Neuss (Allemagne).

## Biographie
Après être venu s’établir partiellement en Europe au début des années 1980, il est exposé au Japon, aux États-Unis, en Corée du Sud, en Allemagne, en Italie, au Brésil, en Grande-Bretagne  et en France où il signe une vingtaine de commandes publiques dans l’espace urbain. 
L'œuvre fonctionne par cycles de sculptures blanches inspirées de la nature comme de réalisations architecturales, jouant sur la notion d'échelles différentes et de matériaux variés. Citons "Innercouryard of Sintra " (1992), " Aqua " (2000),  ou l'emblématique cycle des Physalis, commencé en 1998. Le cycle Color as shadow, constitué d'écran de plexiglas colorés a été montré en Europe et en Asie. ¹
En 1999, il expose une œuvre intitulée Physalis Hanging sur les Champs-Elysées dans le cadre de l'exposition internationale Les Champs de la Sculpture .² Cette œuvre, produite par la Caisse des Dépôts et Consignations a ensuite été  offerte au Musée des Beaux-Arts de Douai (Nord de la France). Elle est aujourd'hui installée de façon permanente sur les rives de la Scarpe, à Douai.
En particulier, il a inauguré le 15 décembre 2006 Physalis Partitura, commande publique historique dans la cour d’honneur du CHRU de Lille, réalisée avec des subventions du Ministère de la Culture et de la Communication ainsi que du FEDER. ³L’œuvre, qui se déploie sur 5 500 m2 consiste en la création d’une esplanade pacifiante plantée de magnolias et de 24 sculptures-physalis en poudre de marbre et béton blanc, ainsi que d’un ensemble de 60 pièces de mobilier en bouleau de Finlande dans les espaces d’accueil intérieurs de l’hôpital Huriez.⁴
En 2012, il réalise à la demande de la chaîne de télévision ARTE un ensemble de 35 sculptures rassemblées sous le titre " Traces ".⁵
- 1968-72 : Études à la Keio University à Tokyo.
- 1974-76 : Études à la Kunstakademie Munich.
- 1976-81 : Études à la Kunstakademie Düsseldorf.
- 1982 : Bourse de la ville de Düsseldorf.
- 1988 : Diplôme de la Fondation Sculpture-Park de Seestern.

¹ Le Monde - septembre 2011 - Philippe Dagen
² Télérama du 10 novembre 1999 -  Laurent Boudier
³ France 3 - Journal Télévisé - 19/20 h 15 décembre 2006 - Reportage
⁴ Le Monde - Geoffroy Defrennes  21 décembre 2006
⁵ http://www.arte.tv/fr/Katsuhito-Nishikawa---Traces/6339254.html

## Expositions

### Expositions personnelles (depuis 1990)
2012
- " Traces " - Siège de la Chaîne de Télévision ARTE - Strasbourg - du 17 janvier au 10 juin.

2010	
- " Iconography ", Shigeru Yokota Inc., Tokyo

2009	
- " Neige de Silence ", Musée des beaux-arts d'Angers
- Friedrich Müller, Francfort-sur-le-Main

2008	
- Friedrich Müller, Francfort-sur-le-Main

2007
- “ Fragmentum “ - Galerie Philippe Casini - Paris
- "  Farbe als Schatten " , Krefelder Kunstverein

2006
- Inauguration de la Commande Publique “ Physalis Partitura “, Lille.
- “ Boundary “Shigeru Yokota Gallery, Tokyo, Japon.
- “ Nocturne “ Galerie Friedrich-Müller, Francfort, Allemagne.
- “ Mazzocchio “ KulturForum, Alte Post Neuss, Allemagne.
- Gesellschaft für Kunst, Bonn, Allemagne.
- “ Innercourtyard of Sintra “, Galerie Philippe Casini, Paris.

2005
- “ Color as shadow “ -Galerie Philippe Casini, Paris - janvier / février.
- “ Nature “ Galerie Philippe Casini, Paris -  mars / avril.
- Friedrich Mueller, Frankfurt am Main.
- Herbert Gerisch Stiftung, Neumuenster.

2003
- Galerie Philippe Casini, Paris, France.
- Galerie Elke Droscher - Hambourg, Allemagne.
- Styling Plus.INC, Tokyo, JAPON.
- Kawamura Memorial Museum of Art, Chiba, Japon.

2002
- Shigeru Yokota Inc., Tokyo, Japon.

2001
- CEAAC, Strasbourg, France.
- Galerie Philippe Casini, Paris, France.

2000
- Galerie Elke Dröscher, Hambourg, Allemagne.

1999
- “A day of life “, Galerie Philippe Casini, Paris, France.

1998
- Museum Schloss Moyland, Bedburg-Hau, Allemagne.

1997
- Elke Dröscher, Hambourg, Allemagne.
- Galerie Philippe Casini, Paris, France.

1996
- “ Physalis “, Shigeru Yokota Inc., Tokyo, Japon.

1995
- Heidelberger Kunstverein, Heidelberg, Allemagne.

1994
- Allgemeines Krankenhaus, Vienne, Autriche.

1993
- Shigeru Yokota Inc., Tokyo, Japon.
- Wilhelm Lehmbruck Museum, Duisburg, Allemagne.

1992
- Museo Comunale, Galleria d’Arte Contemporanea, Rimini, Italie.

1991
- XXIe Biennale de Sao Polo, Brésil.

### Expositions collectives (sélection)
2007
- Centre d’Art contemporain de Cariglio, Italie.

2006
- Foire internationale de Séoul, Corée du Sud.

2005
- KIAF (Foire internationale Corée du Sud) - galerie Paik Hae.

2004
- “ Lille 2004 “  - Tri Postal “  Monde Parallèle Japon  “, Lille, France.
- Exposition Inaugurale Nouveau Musée d’Angers, France.
- Biennale d’Architecture de Venise, Italie.

2003
- Chateau de Tanlay, Bourgogne, France.

2002
- “ Territoires inoccupés “ - FRAC Auvergne, Clermont-Ferrand, France.
- “ Rives “, parcours en plein air,  Douai, France.

2001
- Insel Hombroich, Allemagne. (avec T. Kawamata et Y. Shiraishi)
- Maison des Arts de Bagneux, France.

1999
- “ Les Champs de la sculpture II ”, Avenue des Champs-Élysées, Paris.
- “ Physalis “, Show-room Toyota, Paris, France.

1998
- “ White and Black “ Meguro Museum of Art, Tokyo, Japon.

1997
- RIBA Architecture Centre, London., Grande-Bretagne.

1996
- Biennale d’architecture de Venise, Italie.

1993
- “ Spirale “, Zollverein, Essen, Allemagne.
- “ Oro d’autore “, Basilica Inferiore di San Francesco, Arezzo, Italie.
- “ Sculpture Triennale Korea “, Walker Hill Art Center, Seoul, Corée du Sud.

1991
- “Interrelations & Migration“, The Queens Museum of Art, New-York, USA.

1989
- “ Color and Monochrome”, The National Museum of Modern Art, Tokyo.
- The National Museum of Modern Art, Kyoto, Japon.
- ” On Kawara, again and against “ , ICA, Nagoya, Japon.

## Commandes publiques (sélection)
- " Physalis Partitura " - (2000 - 2006) -  Cour d'honneur du CHRU de Lille (France).

Physalis de béton blanc et poudre de marbre, magnolias, mobilier.
- Île de Kirishima, Japon - (Musée en plein air).

“ Physalis “ - 2002
24 physalis - béton blanc et poudre de marbre -  80 cm × 80 cm × 80 cm chaque
- Parc de Vesserling, Alsace, France

“ Aqua “  - 2001
4 éléments en béton blanc et poudre de marbre - diamètre 100 cm chaque
- Caisse de Dépôts et Consignations, Paris

“ Physalis “ - 2001
1 élément - béton blanc et poudre de marbre - 60 cm × 60 cm × 60 cm
- Avenue des Champs-Élysées, Paris

“ Physalis “ - 2000
3 éléments en résille d’acier - 180 cm × 60 cm × 60 cm chaque
- Musée de la Chartreuse, Douai, France

“ Physalis “ - 2004
3 éléments en résille d’acier - 180 cm × 60 cm × 60 cm chaque
- Parc de Shinjuku, Japon

“ Yunus II “ -  1994
4 éléments en bronze et peinture blanche - 200 cm × 180 cm × 180 cm  chaque. 
- Siège Social de Obayashi Corporation, Shinagawa, Japon.

“ Walk-in Sculpture “ - 1999
Escalier de marbre blanc 480 cm × 390 cm × 508 cm
2 physalis de cristal 54 cm × 36 cm × 360 cm chaque
- Hakata Riverain art Project, Fukuoka, Japon

“ Physalis ”  - 1998
3 éléments en cristal et sol d’acier brossé - 45 cm × 45 cm × 54 cm chaque
- Ministère des Transports, Kashiwa, Japon

“ Yunus I  “ - 1997
1 élément en bronze - 600 cm × 680 cm × 680 cm
- Lille, Cour d’Honneur de la Faculté de Médecine / CHRU de Lille

“ Physalis Partitura “  - 2006 / 2007
24 sculptures en béton et poudre de marbre - 100 cm × 100 cm × 100 cm .
Petite forêt de magnolias.  Mise en lumière à la tombée du jour.
- “ Tilapia “  - 2000 - architecture utopique.

Düsseldorf, Allemagne -Double coupole inversée - diamètre 12 m chaque.
- Yokohama, Japon. High Tech Center

“ Plaza / Open Space “ - 1994
dallage sur plan d’eau - sculpture en bronze et feuille d’argent diam. 200 cm.

## Collections publiques (sélection)
- The National Museum of Modern Art, Tokyo, Japon.

- Fondation Alberts, Connecticut, USA.

- Musée des Beaux-Arts d’Angers.

- FRAC Auvergne.

- FMAC, Collection de la Ville de Paris.

- FNAC, Paris, France.

- Musée de la Chartreuse, Douai, France.

- Kunstmuseum Düsseldorf, Allemagne.

- Städtische Galerie im Lenbachhaus, Munich, Allemagne.

- Museum Insel Hombroich, Allemagne.

- Wilhelm-Lehmbruck Museum, Duisburg, Allemagne.

- Ville de Düsseldorf, Allemagne.

- Zollverein, Essen, Allemagne, etc.

- Ville de Mönchengladbach, Allemagne (…)